# Саєд Мохаммад Джаафар
Саєд Мохаммад Джаафар (араб. سيد محمد جعفر سبت عباس, нар. 25 серпня 1985) — бахрейнський футболіст, воротар клубу «Аль-Мухаррак». Відомий за виступами також у клубі «Малкія», а також національну збірну Бахрейну, у складі якої зіграв понад 100 матчів.

## Клубна кар'єра
У професійному футболі Саєд Мохаммад Джаафар дебютував 2004 року виступами за команду «Малкія», в якій провів три сезони. У 2007 році став гравцем клубу «Аль-Мухаррак». У складі цієї команди продовжує виступи натепер, за цей час 5 разів ставав чемпіоном Бахрейну, та 7 разів ставав володарем Кубка Бахрейну.

## Виступи за збірну
2004 року дебютував в офіційних матчах у складі національної збірної Бахрейну. У складі збірної був учасником кубка Азії з футболу 2004 року у Китаї та кубка Азії з футболу 2015 року в Австралії. Протягом кар'єри у збірній зіграв у її складі 134 матчі.

## Титули і досягнення
- Переможець Чемпіонату Західної Азії: 2019
- Переможець Кубка націй Перської затоки: 2019